# Cylionus gracilis
Cylionus gracilis är en mångfotingart som först beskrevs av Jean-Henri Humbert och Henri Saussure 1869.  Cylionus gracilis ingår i släktet Cylionus och familjen Sphaeriodesmidae. Inga underarter finns listade i Catalogue of Life.